# A Fine Day to Exit
A Fine Day to Exit šesti je studijski album britanskog rock-sastava Anathema. Diskografska kuća Music for Nations objavila ga je 1. listopada 2001. Posljednji je album na kojem se pojavio basist Dave Pybus i prvi od albuma Eternity s klavijaturistom Lesom Smithom.

## Popis pjesama
| 1.    | »Pressure«               | John Douglas                                       | 5:44  |
| 2.    | »Release«                | Daniel Cavanagh                                    | 5:47  |
| 3.    | »Looking Outside Inside« | John Douglas                                       | 6:23  |
| 4.    | »Leave No Trace«         | Vincent Cavanagh                                   | 4:46  |
| 5.    | »Underworld«             | Vincent Cavanagh (tekst), Daniel Cavanagh (glazba) | 4:10  |
| 6.    | »Barriers«               | Daniel Cavanagh                                    | 5:54  |
| 7.    | »Panic«                  | John Douglas (tekst), Daniel Cavanagh (glazba)     | 3:30  |
| 8.    | »A Fine Day to Exit«     | John Douglas                                       | 6:49  |
| 9.    | »Temporary Peace«        | Daniel Cavanagh                                    | 18:26 |
| 62:29 |                          |                                                    |       |

## Zasluge
Anathema
- Vincent – vokal, ritam gitara
- Danny – gitara, klavijature, prateći vokal, bas-gitara (na pjesmama "Looking Outside Inside" i "Leave No Trace")
- Les – klavijature, programiranje, inženjer zvuka
- Dave – bas-gitara (na 1., 2., 5. – 9. pjesmama)
- John Douglas – bubnjevi

Dodatni glazbenici
- Lee Douglas – dodatni vokal

Ostalo osoblje
- Pete Brown – inženjer zvuka
- Ewan Davies – inženjer zvuka (asistent)
- Martin Wilding – inženjer zvuka (asistent)
- Travis Smith – grafički dizajn
- Wil Bartie – inženjer zvuka (asistent)
- Colin Richardson – miks
- Nick Griffiths – produkcija, inženjer zvuka